# YIIK: A Postmodern RPG
YIIK: A Postmodern RPG — інді-рольова відеоігра американського розробника Ackk Studios для Microsoft Windows, MacOS, PlayStation 4, PlayStation Vita та Nintendo Switch. Гра вийшла 17 січня 2019 року та отримала неоднозначні відгуки.

## Ігровий процес
Яскрава 3D РПГ в японському стилі. Дії якої проходять в 1990-х роках в містичному маленькому містечку. В центрі сюжету вісім друзів. Вони спільно розслідують таємницю навколо шалено популярної відеозірки на ім'я Семмі Пак, який пропав безвісти у надприродній події. Гравець може керувати персонажами в покрокових битвах, де звичайні повсякденні предмети використовуються як зброя. Бій складається з покрокових ходів із тимчасовими еффектами, які можуть збільшити силу атаки. Перед вами шість підземелль, які включають битви та головоломки, які потрібно вирішити, і пастки, яких потрібно уникати. Геймплей займає приблизно двадцять п'ять годин гри.

## Розробка
Гра побудована на ігровому рушії Unity. Демонстраційна версія була випущена в червні 2016 року на Microsoft Windows і MacOS.

## Відгуки
| Агрегатор  | Оцінка                               |
| ---------- | ------------------------------------ |
| Metacritic | (NS) 64/100 (PC) 66/100 (PS4) 59/100 |

| Видання               | Оцінка      |
| --------------------- | ----------- |
| Destructoid           | (NS) 5.5/10 |
| GameSpot              | (PS4) 5/10  |
| Nintendo Life         | (NS)        |
| Nintendo World Report | (NS) 8.5/10 |

YIIK: A Postmodern RPG отримала «змішані або середні відгуки» на всі версії згідно з агрегатором оглядів Metacritic.
Гру також розкритикували за відсилки на смерть Елізи Лем у сюжеті.